# Hagsjö
Hagsjö är en sjö i Gnosjö kommun i Småland och ingår i Nissans huvudavrinningsområde. Sjön har en area på 0,0514 kvadratkilometer och ligger 258,2 meter över havet.

## Delavrinningsområde
Hagsjö ingår i det delavrinningsområde (637206-138001) som SMHI kallar för Inloppet i Norra Vallsjön. Avrinningsområdets medelhöjd är 271 meter över havet och ytan är 13,51 kvadratkilometer. Det finns inga delavrinningsområden uppströms utan avrinningsområdet är högsta punkten. Valån som avvattnar avrinningsområdet har biflödesordning 2, vilket innebär att vattnet flödar genom totalt 2 vattendrag innan det når havet efter 156 kilometer. Delavrinningsområdet består mestadels av skog (85 procent). Avrinningsområdet har 1,11 kvadratkilometer vattenytor vilket ger det en sjöprocent på 8,2 procent.